# Albanerpetòntids
Els albanerpetòntids (Albanerpetontidae) són una família extinta de lissamfibis, l'única de l'ordre dels al·locaudats. És representada pels gèneres Albanerpeton, Anoualerpeton i Celtedens, i existí des del Juràssic mitjà fins al Pliocè. S'han trobat restes fòssils d'aquesta família a Europa, Àfrica i Nord-amèrica. Les relacions filogenètiques dels albanerpetòntids respecte a la resta de lissamfibis és incerta. Mentre que algunes anàlisis cladístiques situen aquesta família com un simple tàxon germà dels lissamfibis, d'altres l'acosten als anurs i caudats.